# Karriérek
A Karriérek egy magyar nyelvű tudományos-ismeretterjesztő jellegű könyvsorozat volt a 20. század elején. Az elsősorban ifjúsági használatra szánt, díszes borítóval ellátott kötetek nevezetes emberek (felfedezők, feltalálók, katonák, zeneszerzők, gyárosok, bankárok) életrajzait mutatták népszerű, olvasmányos stílusban. A sorozatot a Singer és Wolfner Irodalmi Intézet Rt., illetve a Karriérek Kiadóhivatala adta ki 1911 és 1913 között. A sorozatnak két kötete rendelkezik reprint kiadással is.
A sorozat kötetei a következők voltak:
| Író                           | Kötetcím                                                 | Kiadó                   | Kiadási hely | Kiadási év | Oldalszám |
| ----------------------------- | -------------------------------------------------------- | ----------------------- | ------------ | ---------- | --------- |
| [?]                           | Amerika koronázatlan királyai                            | Karriérek Kiadóhivatala | Budapest     | 1912       | 224 o.    |
| Balla Ignác                   | A Rothschildok                                           | Karriérek Kiadóhivatala | Budapest     | 1912       | 237 o.    |
| [Balla Ignác és Fodor István] | Edison                                                   | Singer és Wolfner       | Budapest     | 1912       | 221 o.    |
| [Sebestyén Károly]            | Henry Morton Stanley – A nagy afrikai kutató önéletírása | Karriérek Kiadóhivatala | Budapest     | 1912       | 220 o.    |
| Balla Ignác – Sztrókay Kálmán | Hires feltalálók                                         | Karriérek Kiadóhivatala | Budapest     | 1912       | 217 o.    |
| [?]                           | Hires zenészek                                           | Karriérek Kiadóhivatala | Budapest     | 1912       | 219 o.    |
| [Kende Júlia Teleki Sándorné] | Nagy asszonyok élete                                     | Karriérek Kiadóhivatala | Budapest     | 1912       | 235 o.    |
| [Adorján Andor]               | Nagy katonák                                             | Karriérek Kiadóhivatala | Budapest     | 1912       | 237 o.    |
| Cholnoky Jenő                 | Nagy tudósok                                             | Karriérek Kiadóhivatala | Budapest     | 1912       | 233 o.    |
| Seress László                 | Napoleon                                                 | Singer és Wolfner       | Budapest     | 1912       | 245 o.    |